# Mezitil-oxid
A mezitil-oxid színtelen vagy halványsárga, illékony, erősen borsmenta- vagy mézillatú folyadék. 
Kémiailag az α,β-telítetlen karbonilvegyületek közé tartozik.

## Előállítása
NaOH-os vagy Ba(OH)2-os közegben két molekula aceton aldolkondenzációjából diaceton-alkohol keletkezik, mely dehidratációval alakul mezitil-oxiddá.
Ugyanilyen körülmények között foron és izoforon is keletkezhet. Izoforon Michael-addíció során képződik:
Foron újabb aldolkondenzációs lépésben keletkezik:

## Felhasználása
A mezitil-oxidból katalitikus hidrogénezéssel metil-izobutil-ketont állítanak elő, mely ugyancsak fontos ipari oldószer:

## Fordítás
Ez a szócikk részben vagy egészben  a   Mesityl oxide című angol Wikipédia-szócikk ezen változatának fordításán alapul.  Az eredeti cikk szerkesztőit annak laptörténete sorolja fel. Ez a jelzés csupán a megfogalmazás eredetét és a szerzői jogokat jelzi, nem szolgál a cikkben szereplő információk forrásmegjelöléseként.

## Külső linkek
- IPCS INCHEM Description